# Malpasito
La Zona Arqueológica de Malpasito es el sitio arqueológico y centro ceremonial de la cultura zoque más importante del valle de Las Flores, y es la zona arqueológica zoque más importante abierta al público. Se ubica en la sierra del municipio tabasqueño de Huimanguillo,en la región sureste de Tabasco, en México, casi en la colindancia con los estados de Veracruz y Chiapas. 
El sitio arqueológico de Malpasito, data de los años 700 a 900, época en que el centro ceremonial alcanzó su máximo desarrollo, contando con un área de 17 hectáreas en las que se encuentran 53 estructuras rectangulares distribuidas en torno a un eje norte-sur.

## Toponimia
El nombre de "Malpasito" se deriva del nombre del poblado Raudales Malpaso, ubicado muy cerca de la zona arqueológica, cabecera del municipio de Mezcalapa, Chiapas, y hace alusión a lo accidentado del relieve en la región. En cuanto al nombre original de esta ciudad prehispánica todavía se desconoce.

## Historia
Malpasito fue ocupado durante el período clásico tardío. Era un punto de cohesión de asentamientos menores ubicados en el valle de Las Flores, favorecidos además por la abundancia de recursos naturales y por condiciones propicias para la agricultura.
Los conquistadores españoles iniciaron sus incursiones en este territorio desde 1522 y encontraron esta región ocupada por grupos zoques extendidos desde el noroeste de Chiapas, hasta el sur y centro-oeste de Tabasco. Establecieron entonces poblados dispersos, en torno a cacicazgos que funcionaban como  centros político-religiosos, el más cercano a Malpasito era el de Quechula, localizado aproximadamente a 35 km al sureste.
A raíz de las primeras investigaciones arqueológicas realizadas entre 1992 y 1994, se observó una correspondencia cultural con los rasgos de otros sitios de la región zoque. Por otra parte, se identificó la presencia de materiales y estilos mayas y teotihuacanos, lo que permite considerar la existencia de relaciones interculturales en las que el río Grijalva, conocido en la región antigua como Mazapa (actual Mezcalapa) fue utilizado como el principal medio de comunicación en la ruta que comunicaba al Golfo de México con las costas del Océano Pacífico.

## Descripción
El sistema constructivo del centro ceremonial consistió en modificar la pendiente montañosa de la sierra, edificando sus monumentos sobre una serie de terrazas "artificiales", siendo un total de veintisiete montículos. Este sistema fue usado posteriormente en otras zonas ceremoniales del centro de Mesoamérica.
La zona arqueológica tiene una ubicación estratégica al localizarse sobre la pendiente de la montaña y entre dos cañadas, las que delimitan el único acceso al sitio por medio de la cima de una loma en el extremo noreste.
La parte monumental, ocupa una extensión de 14 hectáreas en las que se localizan 53 estructuras rectangulares, distribuidas en torno a un eje norte-sur.
La construcción de la parte monumental, implicó el acondicionamiento del terreno por medio de terrazas artificiales aprovechando la falda de la cordillera. En la medida que desciende la pendiente, las terrazas se van desvaneciendo y las cimas de lomeríos naturales se usaron para construir edificios. La existencia de rocas areniscas en la región y el empleo de arcilla como argamasa, permitieron la construcción de estructuras de mampostería que seguramente soportaron casas y templos de materiales perecederos.
Las estructuras más importantes de la zona se encuentran en la parte superior del sitio en torno a patios hundidos y plazas. Ahí se localiza el área cívico-religiosa, cuya estructura ocupa tanto la cima como los peraltes de estas terrazas distribuidas de manera planificada delimitando diversos patios y la plaza principal.
En cambio, el área habitacional ocupa las partes bajas hacia el norte, donde la ubicación de las construcciones fue delimitada por el relieve. En el trayecto hacia la parte principal, en donde se localizan la mayor parte de las estructuras abiertas al público, hay una serie de construcciones aún no exploradas, que debido a la vegetación son difíciles de observar, no así algunos alineamientos de rocas que cruzan la vereda y delimitan las diferentes terrazas.

### Plaza principal
Se localiza entre el juego de pelota y el conjunto del patio sur, es el espacio público más importante de Malpasito. Ocupa una superficie aproximada de 2275 metros cuadrados, delimitada al norte y noreste por las estructuras 18 y 22 del juego de pelota; al sur por las estructuras 13, 16 y 17; al noroeste por la estructura 28 y se encuentra abierta en los extremos este y oeste.

### Juego de pelota
También se encuentra un juego de pelota en el área cívico-religiosa del asentamiento, el cual posee un profundo simbolismo religioso característico de las ciudades mayas, por lo que ocupa un lugar importante, sin embargo, la construcción también presenta características de la cultura zoque.
Se compone de cuatro estructuras rectangulares y una escalinata de acceso, que delimitan una cancha a desnivel en forma de letra "T" con un extremo abierto y otro cerrado. Carece de marcadores y banquetas, pero tiene un sistema de drenaje que en la temporada de lluvias evitaba la saturación de agua, tanto en los núcleos de las estructuras como en la cancha.
En Malpasito, el juego de pelota tuvo una función ritual íntimamente relacionada con la estructura del poder, y probablemente formaba parte de un culto a la fertilidad. Según los relatos, un día antes de celebrarse el juego, los participantes realizaban por la mañana un ritual de purificación y, a partir del mediodía, uno de velación que consistía en la concentración de todos los jugadores en una casa ubicada en el lado oriente de la cancha, posiblemente la purificación se realizaba en la Estructura 18 en donde se localiza el baño de vapor, y la velación en la Estructura 21.

### Baño de vapor
Asociado al juego de pelota, se localizó un baño de vapor en la cima de la estructura 18, es un recinto semi-subterráneo provisto de escalinata de acceso, un cuarto de vapor con bancas laterales, piso de lajas y restos de repello de barro en las paredes. Junto a este, se localiza un espacio cuadrangular delimitado por muros verticales, en cuyo interior se encendía el fuego necesario para producir el vapor arrojando agua sobre el interior del muro sureste del cuarto. Frente a la escalinata del baño de vapor, se hallaron ofrendas, así como en la cima de la estructura 22, compuestas por vasijas que fueron cubiertas por rocas alineadas o depositadas en cajas de mampostería.
Según las fuentes históricas, el baño de vapor estaba asociado a ritos de purificación previos al juego de pelota. Estos rituales, posiblemente formaron parte de un culto a la fertilidad, como lo indica el hallazgo de una escultura fálica en la estructura 19, al igual que en las representaciones de vulvas y diseños en forma de "T" o "I" existentes en algunos petrograbados localizados en el sitio y que se presume corresponden a canchas de juegos de pelota.

### Patio sur
Es el espacio cívico-religióso más importante de Malpasito. Era el punto de encuentro entre el grupo gobernante y la población, a través de ceremonias que preservaron la unidad social. Entre las seis estructuras rectangulares que delimitan el patio destacan la 10 y la 13, tanto por sus dimensiones y ubicación, como por la existencia de un eje de escalinatas que, desde la plaza principal permite el acceso a todo el conjunto arquitectónico. En la cima de la estructura 13 fueron localizadas bajo el piso cajas de mampostería con tapas de roca arenisca con mejor acabado que las encontradas en el juego de pelota. Contenían vasijas que fueron colocadas en uno de los extremos de las cajas directamente sobre el piso de tierra compactada o de rocas areniscas.
Los templos que probablemente existieron sobre las estructuras que delimitan el patio, debieron ser de materiales perecederos. Se cree que fueron utilizados exclusivamente por el grupo en el poder y conformando dos escenarios: uno para ceremonias públicas oficiadas desde la estructura 13 y dirigidas al público conglomerado en la plaza principal. El otro, de carácter más restringido, para ceremonias oficiadas quizá por sacerdotes, lo integran principalmente las estructuras 10 y sus anexos 7, 11 y 12, tal vez dedicados a cultos específicos y dirigidos a un grupo selecto de personas que, desde la plaza, ascendía por la escalinata principal y rodeaba por ambos lados a la estructura 13.

## Petroglifos
En las inmediaciones de la zona arqueológica se han encontrado más de cien rocas con diseños labrados que se han localizado tanto en el sitio arqueológico como en los ejidos próximos como el propio Malpasito, Villa Guadalupe, Chimalapa y Francisco J. Mújica, en donde los antiguos pobladores grabaron en la roca, imágenes de personajes y de animales, entre los que destacan aves, venados y monos, así como diseños geométricos, que simbólicamente recuerdan los antiguos ritos mayas sobre la fertilidad y la cacería.
En Malpasito se encuentran diez petrograbados sobre todo con motivos abstractos formados por pozas y diseños geométricos, entre los que se distingue un diseño grabado en forma de escalera. En el petrograbado 112, se representaron en perfil las construcciones: altos techos y paredes verticales sobre plataformas escalonadas, que reflejan la antigua arquitectura que existió en el sitio arqueológico.

## Otros atractivos
La zona arqueológica de Malpasito, se localiza dentro de un área de reserva ecológica en la que se encuentra el desarrollo ecoturístico de Agua Selva, el cual cuenta con hermosas cascadas, cabañas rústicas área de acampado, recepción y servicios de excursionísmo. 
En la zona, se pueden realizar actividades como el rapel, cañonismo y ciclismo de montaña, entre otras. Este sitio arqueológico es parte del programa ecoturístico Agua Selva, en donde es posible pernoctar en cabañas, albergues o campamentos.

## Como llegar
Saliendo de Villahermosa, se deberá tomar la carretera federal 180, hasta la ciudad de Heroica Cárdenas, de ahí tomar la carretera federal 187 con dirección a Huimanguillo, continuando con dirección a la población de Malpaso, Chiapas. 
En el km 29,9 se localiza un desvío a la derecha, de ahí se recorren 3,5 km de terracería. Llegando a la colonia Las Flores, ahí existe un desvío a la izquierda, en esta se recorren 2,5 km hasta el poblado Malpasito. Del poblado se continua 1,2 km hacia el sudoeste por otra terracería que va en ascenso por la cima de una loma hasta la zona arqueológica. La distancia es de 130 km y el tiempo aproximado es de 2 h .
La zona arqueológica abre todos los días en el horario de 9:00 a 17:00.